# Монтемањо
Монтемањо (итал. Montemagno) је насеље у Италији у округу Асти, региону Пијемонт.
Према процени из 2011. у насељу је живело 974 становника. Насеље се налази на надморској висини од 259 м.

## Становништво
Према резултатима пописа становништва 2011. у општини је живело 1.162 становника.
| 1936. | 1951. | 1961. | 1971. | 1981. | 1991. | 2001. | 2011. |
| ----- | ----- | ----- | ----- | ----- | ----- | ----- | ----- |
| 2.461 | 2.015 | 1.705 | 1.475 | 1.295 | 1.180 | 1.205 | 1.162 |